# Muzeum Mikołaja Kopernika we Fromborku
Muzeum Mikołaja Kopernika we Fromborku – muzeum poświęcone Mikołajowi Kopernikowi znajdujące się we Fromborku, samorządowa instytucja kultury województwa warmińsko-mazurskiego.

## Historia
Pierwsza izba muzealna dotycząca Mikołaja Kopernika na Wzgórzu Katedralnym powstała w 1912. Została stworzona przez kanonika Eugena Brachvogla w Wieży Kopernika.
Muzeum Mikołaja Kopernika we Frombork powstało 5 września 1948 z inicjatywy Związku Historyków Sztuki i Kultury. Ekspozycję poświęconą Kopernikowi zlokalizowano w kanoniach wewnętrznych. Kulminacją odbudowy zniszczonych w trakcie II wojny światowej obiektów oraz rozwoju placówki był przypadający w 1973 jubileuszu 500. rocznicy urodzin Mikołaja Kopernika.

## Ekspozycje muzealne
Głównym budynkiem muzeum jest dawny pałac biskupi na Wzgórzu Katedralnym. Obiekt powstał ok. 1350. Na początku XVI wieku został rozbudowany, stając się rezydencją biskupów warmińskich. Formę barokową otrzymał podczas przebudowy w I połowie XVII wieku. Spłonął w 1945, został odbudowany w latach 1965–1970.
W pałacu prezentowane są wystawy czasowe (parter, II piętro, ryzalit południowy), związane z historią Wzgórza Katedralnego, Fromborka czy Warmii, eksponujące zabytki historii sztuki, rzemiosła i kultury materialnej. Najważniejsze miejsce zajmuje wystawa stała „Mikołaj Kopernik – życie i dzieło” (I piętro).
Inne obiekty muzeum znajdujące się na Wzgórzu Katedralnym to:
- przyziemie dawnej dzwonnicy katedralnej mieszczące planetarium,
- Wieża Kopernika,
- dwie kanonie wewnętrzne (Kanonia NMP oraz Dom Kustosza) z przylegającą basztą kustosza mieszczące bibliotekę, dział dokumentacji oraz dział sztuki i rzemiosła artystycznego,
- wschodnia część tzw. Nowego Wikariatu mieszcząca pracownie i magazyny oraz mieszkania pracownicze,
- Brama Południowa z mieszkaniami pracowniczymi.

Poza Wzgórzem Katedralnym ekspozycje muzealne mieszczą się w:
- zespole poszpitalny św. Ducha przy ul. Starej z przyległym ogrodem, w którym prowadzony jest Dział Historii Medycyny,
- Parku Astronomicznym na Górze Żurawiej z Działem Historii Astronomii.

## Kustosze i dyrektorzy
- 1948–1952 oraz 1957–1966 – Otton Ślizień
- 1953-1955  –  Henryk Cieśla
- 1955-1956  – Barbara Leśniak
- 1956-1957 – Stanisław Charzewski (p.o.)
- 1966-1969 – Wincenty Jakubowski
- 1969-1970 – Bogusława Chorostian (p.o.)
- 1970–1973 – Barbara Hulanicka
- 1973–1978 – Przemysław Maliszewski
- 1978–1988 – Tadeusz Piaskowski
- 1988–2019 – Henryk Szkop
- 2019–2024 – Mirosław Jonakowski[2]
- od 2024 – Anna Zienkiewicz (p.o.)[3]

Opracowano na podstawie źródła: